# Tajique
Tajique is een plaats (census-designated place) in de Amerikaanse staat New Mexico, en valt bestuurlijk gezien onder Torrance County.

## Demografie
Bij de volkstelling in 2000 werd het aantal inwoners vastgesteld op 148.

## Geografie
Volgens het United States Census Bureau beslaat de plaats een oppervlakte van
7,0 km², geheel bestaande uit land. Tajique ligt op ongeveer 2043 m boven zeeniveau.

## Plaatsen in de nabije omgeving
De onderstaande figuur toont nabijgelegen plaatsen in een straal van 28 km rond Tajique.